# Kevaughn Frater
Kevaughn Frater (sinh ngày 14 tháng 12 năm 1994) là một cầu thủ bóng đá người Jamaica hiện tại thi đấu cho Phoenix Rising FC ở United Soccer League theo dạng cho mượn từ Harbour View.

## Sự nghiệp
Frater là một phần của Harbour View khi mới 16 tuổi, trước khi ký hợp đồng cho mượn cùng với đội bóng United Soccer League Real Monarchs SLC vào tháng 1 năm 2016.
Ngày 26 tháng 1 năm 2017, Colorado Springs Switchbacks FC thông báo rằng Frater sẽ gia nhập đội bóng theo hợp đồng cho mượn một mùa giải. Frater giành danh hiệu Cầu thủ xuất sắc nhất tuần của USL sau 2 bàn thắng trước LA Galaxy II ngày 10 tháng 6 năm 2017